# Грыжник волосистый
Гры́жник волоси́стый, или мохна́тый (лат. Herniária hirsuta) — вид травянистого растения рода Грыжник (Herniaria) семейства Гвоздичные (Caryophyllaceae).

## Ботаническое описание
Однолетнее растение серовато-зеленоватого цвета с тонким корнем.
Стебли 3—15 см длиной, приподнимающиеся, от основания ветвящиеся, опушённые короткими оттопыреными волосками. Прилистники 1-1,5 мм длиной, треугольно-яйцевидные, плёнчатые, по краю реснитчатые.
Листья 6—8 мм длиной, 2—3 мм шириной, продолговато-обратнояйцевидные, на верхушке тупые или островатые, в основании суженные в короткий черешок, молодые опушены щетинистыми, к верхушке направленными волосками, старые почти голые.
Цветки 1,3—1,5 мм длиной, в клубочках по 5—8, почти сидячие. Чашелистики 0,6—0,8 мм длиной, почти равные, продолговатые, на верхушке туповатые или заострённые, опушённые примерно одинаково по длине волосками, на конце обычно с более длинной щетинкой. Трубка чашечки 0,6—0,7 мм длиной, обратноконическая, голая. Лепестки нитевидные, 0,4—0,5 мм длиной. Тычинок 5, тычиночные нити немного короче лепестков, пыльники желтоватые. Столбик очень короткий с почти сидячими рыльцами.
Плод — коробочка 1—1,1 мм длиной, яйцевидная, слегка короче чашелистиков. Семена 0,7—0,8 мм в диаметре, дисковидные, тёмно-коричневые, блестящие, гладкие.

## Распространение и экология
Общее распространение: Европа, Средиземноморье, Балк.-Малоаз., Арм.-Курд., Кавказ, Иран, Средняя Азия.
Произрастает в поймах рек, на каменисто-щебнистых склонах и предгорьях.
При совместном произрастании гибридизирует с Herniaria glabra L.. Гибриды стерильные, коробочка и семена недоразвиты. От H. glabra гибриды отличаются опушённой пластинкой молодых листьев и более или менее опушёнными по спинке чашелистиками, от Herniaria hirsuta L. — слабым развитием опушения на листьях и чашелистиках.

## Значение и применение
Содержит тритерпеновые сапонины 10,2 % ,
кумарины: умбеллиферон, герниарин, скополетин.
В народной медицине используется как диуретик при болезнях почек, артритах, подагре,
и кожных заболеваниях.

## Таксономия
|  |                                      |  |                                                             |                                                             |                      |  | ещё 28 семейств | ещё 28 семейств    |                         |  |  |  | ещё несколько видов, в том числе Грыжник кавказский |
|  |                                      |  |                                                             |                                                             |                      |  | ещё 28 семейств | ещё 28 семейств    |                         |  |  |  | ещё несколько видов, в том числе Грыжник кавказский |
|  |                                      |  |                                                             | порядок Гвоздичноцветные                                    |                      |  |                 |                    | род Грыжник (Herniaria) |  |  |  |                                                     |
|  |                                      |  |                                                             | порядок Гвоздичноцветные                                    |                      |  |                 |                    | род Грыжник (Herniaria) |  |  |  |                                                     |
|  | отдел Цветковые, или Покрытосеменные |  |                                                             |                                                             | семейство Гвоздичные |  |                 |                    | вид Грыжник волосистый  |  |  |  |                                                     |
|  | отдел Цветковые, или Покрытосеменные |  |                                                             |                                                             | семейство Гвоздичные |  |                 |                    |                         |  |  |  |                                                     |
|  |                                      |  | ещё 44 порядка цветковых растений (согласно Системе APG II) | ещё 44 порядка цветковых растений (согласно Системе APG II) |                      |  |                 | ещё около 80 родов | ещё около 80 родов      |  |  |  |                                                     |
|  |                                      |  |                                                             | ещё 44 порядка цветковых растений (согласно Системе APG II) |                      |  |                 |                    | ещё около 80 родов      |  |  |  |                                                     |

Тип: описан из Европы(Франция), находится в Лондоне.